# Davidius squarrosus
Davidius squarrosus – gatunek ważki z rodziny gadziogłówkowatych (Gomphidae).